# Manuel Álvaro da Cruz
Manuel Álvaro da Cruz († zwischen  1975 und 1978 im Widerstandssektor Centro Sul von Osttimor; auch bekannt als Manecas Cruz, beziehungsweise Manecas Crus), Kampfname Sekar war ein osttimoresischer Unabhängigkeitsaktivist und Freiheitskämpfer.
Er gehörte zu den marxistisch-leninistisch geprägten Studenten des Casa dos Timores in Lissabon. Um die Jahreswende 1974/75 kehrte er in seine Heimat Portugiesisch-Timor zurück, wo er Mitglied des Zentralkomitees der FRETILIN (CCF) wurde. Nach der Invasion durch Indonesien 1975 kämpfte Sekar im Widerstandssektor Centro Sul (in etwa die heutigen Gemeinden Ainaro, Manufahi und der Osten von Cova Lima), wo er bis Ende 1978 ums Leben kam.
2006 erhielt Sekar posthum den Ordem de Dom Boaventura.